# Trochalus imputatus
Trochalus imputatus är en skalbaggsart som beskrevs av Gyllenhall 1817. Trochalus imputatus ingår i släktet Trochalus och familjen Melolonthidae. Inga underarter finns listade i Catalogue of Life.